# Villa de Cortés (métro de Mexico)
Villa de Cortés est une station de la Ligne 2 du métro de Mexico, située au sud de Mexico, dans la délégation Benito Juárez.

## La station
La station est ouverte en 1970.
L'icône représente la silhouette d'un casque de conquistador de l'armée d'Hernán Cortés, d'après la colonie où la station est située.